# جورج فورستر
جورج فورستر (بالإنجليزية: George Forrester)‏ (8 يونيو 1927 في المملكة المتحدة - 25 سبتمبر 1981 في المملكة المتحدة) هو لاعب كرة قدم بريطاني في مركز نصف الجناح. لعب مع أكسفورد يونايتد ونادي ريدنغ ونادي غيلينغهام ووست بروميتش ألبيون.